# آدریان کیت
آدریان کیت (انگلیسی: Adrian Keith؛ زادهٔ ۱۶ دسامبر ۱۹۶۲) بازیکن فوتبال اهل بریتانیا است.
از باشگاه‌هایی که در آن بازی کرده‌است می‌توان به باشگاه فوتبال هوریل راورز، باشگاه فوتبال کولچستر یونایتد، و باشگاه فوتبال وستهام یونایتد اشاره کرد.